# Parapsychologue
Pour un article plus général, voir Parapsychologie.
Un parapsychologue est un spécialiste de la parapsychologie.
En France, aucun diplôme de parapsychologie n'existe. La profession ne fait pas l'objet d'une protection légale et n'importe qui peut donc s'autoproclamer parapsychologue. Il n'y a plus de cours de parapsychologie dispensé dans les universités françaises, sauf à l'Université Catholique de Lyon (U.V. depuis 1995 « Sciences, société et phénomènes dits paranormaux »). Toutefois, un laboratoire de zététique, portant sur l'étude des phénomènes paranormaux, est ouvert à l'université de Nice Sophia-Antipolis.
Un doctorat de parapsychologie était délivré par la chaire de parapsychologie de l'Université d'Édimbourg. 

## Parapsychological Association
Des parapsychologues se sont regroupés au sein de la Parapsychological Association, organisme faisant partie de l'AAAS. Les parapsychologues travaillent au sein de laboratoires de parapsychologie. Il existe environ 200 parapsychologues qui travaillent en milieu universitaire à l'heure actuelle, dont seulement un quart travaille à plein temps uniquement dans ce domaine. Ils publient leurs travaux dans des revues de parapsychologie spécialisées et se réunissent chaque année lors du congrès de la Parapsychological Association.
Les parapsychologues obéissent à une charte de déontologie impliquant des normes strictes concernant notamment la mise en place des recherches, les publications et les aspects déontologiques.

## Les recherches des parapsychologues
Les recherches des parapsychologues portent sur les perceptions extra-sensorielles (PES) et sur la psychokinèse (PK). La mise en évidence de leur réalité même est en partie l'objet des recherches des parapsychologues. Cette situation place ces chercheurs dans une situation pour le moins délicate.
Pour ce qui concerne les parapsychologues faisant des recherches selon une approche expérimentale, leur objectif est de mettre en place des recherches permettant de mettre en évidence, et d'étudier, les PES et la PK. Pour ce faire, ils testent des sujets dans des conditions contrôlées qui ont pour objectif d'éviter tout biais potentiel, en utilisant en particulier les méthodes scientifiques et les outils statistiques de la psychologie expérimentale. Les différentes études effectuées sur la scientificité des méthodes des parapsychologues ont montré qu'elles étaient tout aussi valides que les méthodes utilisées dans d'autres domaines scientifiques plus courants. De plus, le champ de la parapsychologie a également de spécifique le fait que les chercheurs, dans ce domaine, ont tendance à s'ouvrir davantage aux divers champs scientifiques, étant donné les origines variées dont ils proviennent.
À l'heure actuelle, un certain consensus a été atteint au sein de la communauté des chercheurs, sceptiques et parapsychologues (cf. communiqués joints de Hyman & Honorton 1986, Hyman & Utts 1995), travaillant dans le domaine de la parapsychologie, à savoir que des effets statistiques significatifs avaient été mis en évidence lors des expériences de parapsychologie en conditions contrôlées. Les différends portent actuellement sur l'interprétation de ces résultats : certains pensent que ces résultats sont le fruit de biais et d'artefacts subtils, tandis que d'autres pensent que ces résultats ont bien mis en évidence des interactions psi. La principale difficulté expliquant ces interprétations divergentes a pour origine, selon ses partisans, le fait qu'il n'existe pas de fondements théoriques sous-jacents classiques aux effets observés. Cet aspect rend particulièrement difficile l'interprétation de ces résultats et explique en bonne partie les critiques dont les parapsychologues sont l'objet.
Les parapsychologues travaillent selon une approche universaliste (en étudiant des sujets non sélectionnés) ou une approche élitiste (avec des sujets doués choisis).
Le protocole le plus utilisé par les parapsychologues est le Ganzfeld.

## Parapsychologues devenus sceptiques
Des parapsychologues ont abandonné les recherches en parapsychologie, n'estimant pas que l'état actuel de la recherche suggérait l'intérêt de poursuivre la recherche plus avant. Ils sont alors devenus sceptiques. 
- Susan Blackmore[7]
- Louis Savva[8]

Dans son article Why I have given up, Susan Blackmore explique pourquoi elle a quitté le domaine de la recherche en parapsychologie.
On retrouve de la même façon plusieurs sceptiques devenus parapsychologues, c'est d'ailleurs le cas de la plupart des membres de la parapsychological association.

## Confusion dans l'emploi du terme
On remarquera également qu'il existe un autre usage fréquent du terme parapsychologue comme le souligne la Faq de parapsychologie proposée par la Parapsychological Association, et qui indique que : 
« beaucoup d'annuaires et de sites internet parlent de "parapsychologues" pour désigner des astrologues, des voyants, des magiciens ou des médiums. Il s’agit d’un usage inapproprié du terme « parapsychologue ». La Parapsychological Association est officiellement affiliée à l’American Association for the Advancement of Science (AAAS), la plus importante association scientifique du monde. En comparaison, les organisations de voyants ou de télépathes ne sont pas membres de l’AAAS, parce qu'il ne s’agit pas d'associations scientifiques. »
Et précise également que :
« En dépit du discours des médias, la parapsychologie n’est pas l’étude de tout ce qui semble bizarre ou étrange, pas plus qu’elle n’est concernée par les OVNI, l'astrologie, la cryptozoologie, le paganisme, les vampires, l'alchimie ou la sorcellerie. Beaucoup de scientifiques se sont méfiés de la parapsychologie parce que ce terme était associé à une énorme variété de phénomènes mystérieux, de sujets aux frontières et de pseudosciences. La parapsychologie est aussi souvent liée, à tort encore une fois, aux médiums de divertissement, aux magiciens et aux "investigateurs du paranormal" auto-proclamés. Enfin, des "praticiens psychiques" s'auto-intitulent parapsychologues, ce que nous ne faisons pas. »
Ces distinctions sont généralement peu connues du grand public et mènent à de fréquents amalgames quant aux qualifications et à la nature des activités des parapsychologues.
Pour cette raison, l'exigence de réplicabilité est un des piliers de la méthodologie scientifique, qui ne pourrait jamais être abandonné, quoi qu'en disent les parapsychologues.

## Parapsychologues célèbres
- Joseph Banks Rhine
- Robert Tocquet
- Walter von Lucadou
- Hans Bender
- Dean Radin
- Russell Targ
- Charles Tart

Parapsychologue devenue sceptiques
- Susan Blackmore

Psychologues sceptiques travaillant sur des questions relevant de la parapsychologie
- James Alcock
- Chris French
- Richard Wiseman

### Liens favorables à l'existence de phénomènes parapsychologiques
- (en) La parapsychological Association

### Liens défavorables à l'existence de phénomènes parapsychologiques
- Voir particulièrement l'article scientifique de James Alcock qui résume la position sceptique (en anglais): « Give the null hypothesis a chance ».